# Бухар жырау
Буха́р жыра́у Калкама́нулы (каз. Бұқар жырау Қалқаманұлы), (1693—1787, по другим данным — 1668—1781) — казахский акын, жырау, бий, видный представитель казахского устно-поэтического творчества. Главный советник известного казахского хана Абылая.

## Биография
Родился Бухар жырау в 1668 (по другим данным 1685 или даже 1693) году. Происходит из подрода Каржас рода Суйиндык племени Аргын Среднего жуза.
Бухар жырау родился на территории нынешней Республики Узбекистан в урочище Елибай вблизи Бухары. Поэтому название местности, где родился ребёнок, по старой тюркской традиции было дано ему как имя.
Как гласит предание, имя рождённому дал знаменитый казахский мудрец — Анет баба, к которому обратился отец для наречения младенца, и дал благословение («бата»): «Если ты родился в Бухаре, пусть имя будет Бухар. Оседлай скакуна — тулпар, пусть звонким будет твой голос, и народ внимательно внемлет ему»
Отец Бухара Калкаман был батыром, принимал участие в сражениях против племени джунгар (калмыков, ойраты).
Калкаман-батыр, отец Бухара, уже в юном возрасте отдал будущего жырау на учёбу в медресе Кокелдаш в Бухаре. В 1700 году юноша Бухар окончил медресе. Затем он продолжил учёбу в высшем ведущем мусульманском заведении Сирии в Дамаске. После окончания этого учебного заведения, он в 22-летнем возрасте уже сформировавшимся философом вернулся в свой родной город. Здесь эмир принял его на должность своего главного советника.
Когда к власти Джунгарского ханства пришёл хунтайджи Цэван-Рабдан (1697—1727 гг.), отношения Казахского ханства с ним резко обострилось, и началось вторжение джунгаров на казахскую землю. Бухар в этот период переезжает в город Туркестан, столицу Казахского ханства. Здесь ему была предложена должность мударисса (факих, преподаватель медресе, знаток методики юриспруденции и этико-правовых норм ислама) в медресе, расположенном в 25 км северо-западнее Туркестана в небольшом городке Карнак. В этом медресе ученики изучали арабский, персидский и тюркский языки. Бухар вводит в программу обучения медресе новые учебные дисциплины: усул (законодательное право), фараиз (порядок о праве собственности), мантык (учение о логике, мышлении, словесной дискуссии) и наху (углублённое изучение грамматики арабского языка). Кроме того, он, чтобы ученики лучше понимали основные правила шариата, излагает их содержание песнями на казахском языке.
Бухар вместе с Толе би, Казыбек би, Айтеке би принимал участие в создании первого в истории Казахстана свода юридических законов «Жеты Жаргы» («Семь установлений»), который в 1710 году был одобрен на Каракумском съезде казахских биев трёх (Старшего, Среднего, Младшего) жузов. Текст «Жеты жаргы» содержал нормы административного, уголовного и гражданского права, а также положения о налогах, семье и браке, землепользовании, спорах собственности, охватывая таким образом, различные стороны жизни казахского общества. По этому закону за биями устанавливалась полнота судебной власти.
Впоследствии Бухар жырау стал одним из влиятельнейших биев при дворе хана Тауке.
После правления Тауке хана Бухар жырау уходит с ханской ставки в Туркестане, и поселяется юго-западнее Баянаульских гор, недалеко от восточной стороны горы Далба, в урочище Кызылтас, среди потомков своего прадеда Алтынторы Еримулы. Дальнейшая жизнь Жырау проходит в скромных житейских делах и заботах. Судя по его собственным произведениям и сведениям, собранным его первым биографом и собирателем его творческого наследия, известным казахским поэтом — историком Машхур Жусупом Копеевым, Бухар жырау не имел даже самого необходимого для степняка скота. Он прожил уже шестьдесят лет нелёгкой жизни, когда среди правителей казахских жузов выдвинулся султан Абылай. Энергичный, прозорливый султан приблизил к себе знаменитого акына. С этого времени Бухар был признан не только всеказахским жырау, но и стал наставником султана Абылая, а с 1771 года — главным советником хана Среднего жуза Абылая. Жырау повсюду сопутствовал Абылай хану, побывал во всех сопредельных регионах, граничащих с казахскими жузами.
«Бухар обладал большим поэтическим даром, — говорится в китайском источнике, как утверждает доктор философии Мукаш Бурабаев, — был советником и наставником правителя Аблая; будучи грамотным, участвовал в создании различных законоположений. Сохранились многие стихотворения и их записи». Становясь популярным певцом, Бухар при жизни заслужил имя «жырау» — певца-импровизатора, дающего мудрые советы. Как народный мудрец он выступал убеждённым сторонником справедливости, в поэтизированной форме проповедовал идеи добра, истины, воспевал красоту и могущество природы, а также её творений. Обращаясь к своим соплеменникам, он призывал их: «Воспевайте красоту природы», «Восхищайтесь Вселенной — творением всесильной природы». Являясь представителем виднейших исторических личностей времён Абылая, чьё творческое наследие сохранилось благодаря письменным шежире: «Старейшина Бухар жырау из рода Каржас был сыном Калкаман батыра. Знавшие его люди называли его „священное горло“».
Будучи очевидцем сильного, свободного государства казахов при хане Аз-Тауке, Бухар жырау с болью наблюдает, как всего лишь через полвека Казахское ханство начинает распадаться на отдельные части, которыми управляют чужие правители.
Время жизни Бухар жырау совпали с наиболее важными военными веками Казахского ханства, когда решался вопрос жизни или смерти в борьбе против джунгарских завоевателей. Героический эпос Булантинского (1728) и ряда других сражений донесли до нас произведения Бухар жырау наряду с поэтическими преданиями Умбетай жырау, Актамберды-жырау, акына Котеша и других. Имена батыров Богембая Акшаулы, Олжабая Алимулы, батыра Баяна, Жарылгапа и других ещё при их жизни стали легендарными.
Благодаря Бухар жырау, участнику главных событий в местности Итишпес Алакуль (Анракай 1730), мы знаем подробности поединка двадцатилетнего Сабалака (псевдоним Абылая) в рукопашной схватке с ойратским нойоном Шарышем. Победив своего грозного соперника, Абылай затмил тогда остальных выдающихся воинов своей храбростью и прославил себя навеки.
Советник и глашатай идей Абылай хана Бухар жырау стал идеологическим советником хана в решении того или иного вопроса в конкретной обстановке. Его образ в казахском шежире — это образ справедливого прорицателя, активного поборника единения казахского народа, наконец, человека, воплощавшего в себе лучшие черты той эпохи.
Достоверно известно, что Абылай хан вызывал к себе перед крупным сражением Бухар жырау и просил предсказать по расположению луны и звёзд исход битвы. Предсказывало будущее и поведение животных. Так, по словам жырау, если жёлтый верблюд-самец подходил к знамени хана и, глядя в сторону, яростно бушевал, то ханскую рать ожидала удача. Если животное ложилось на землю у знамени, то стоило воздержаться от наступления.
Не случайно именно он становится наиболее влиятельной политической фигурой и главным советником Абылая. Высоким был общественно-политический престиж жырау. Он повсюду сопутствовал Абылаю, побывал во всех сопредельных регионах, граничащих с казахскими жузами. Расцвету его творчества способствовало хорошее знание языков различных групп тюркских народов — кроме арабского, он знал персидский, ойратский (джунгарский) и китайский. Абылай ценил в жырау не только ораторское красноречие и хорошее знание «обычного права», но и дипломатические способности, почтительное уважение к нему казахского народа.
Бухар жырау пережил Абылай-хана. Чокан Валиханов в своих исследованиях приводит в качестве примера жанра жоктау — прощания один из толгау Бухара, который назван «Песня Бухар жырау по умершему Абылаю».
Одной из стержневых тем поэзии Бухар жырау оставалась тема любви к Родине, патриотизм, прославление героев освободительной борьбы — батыров. В песнях «Желание», «Ой, Абылай», «Смерть высокой горы» и ряде других в поэтической форме изложены мысли о человеческой жизни и морали.
Он умер в 1781 году в возрасте ста тринадцати лет. Его прах покоится в Баян-Ауле у подножья горы Далба. Машхур Жусуп Копеев нашёл могилу жырау, первым установил знак над надгробием. В 1993 году на месте захоронения был возведён мавзолей, автором которого стал архитектор А. Сауменов.

## Творчество
Бухар жырау наиболее известен как певец и советник хана Среднего жуза Абылая. В своих песнях-толгау акын касался всех актуальных вопросов своего времени и пытался на них ответить. В «Годы великого бедствия» (каз. Ақтабан шұбырынды), нашествия джунгаров, Бухар жырау постоянно призывал к объединению — созданию крупного объединённого казахского ханства. Он возлагал большие надежды на Абылай хана, одобрял и поддерживал его политику (например, в стихотворениях «Благопожелание», «Абылай, ты в 11 лет», «Когда я тебя увидел», «Безмятежно спишь, хан мой» и других). В то же время, говоря об отношении хана к народу, он обличал его деспотичность, алчность, требовал внимания к нуждам народа («Я говорю», «Позаботься о своём народе» и другие стихотворения). Он указывал на необходимость мира с Россией («При хане Абылае» и другие). Во многих своих толгау поэт поднимает морально-этические проблемы о взаимоотношениях людей и другого мира, о будущем («Если не отвечу хану», «Через 12 месяцев вернётся лето» и другие).

## Память
- Именем Бухар жырау названы улицы в Алма-Ате, Астане, Караганде и Павлодаре.
- В Алма-Ате на берегу реки Есентай построен жилой комплекс под названием «Бухар жырау Тауэрс».
- В 1993 году в честь 325-летия Бухар жырау, на его родине в селе Баянаул был установлен гранитный памятник.
- Также в 1993 году была выпущена почтовая марка Казахстана, посвящённая Бухар жырау.
- В 2008 году в центре Караганды был установлен бронзовый памятник Бухар жырау.
- Казахско-турецкий лицей для одареных детей г. Караганды назван в честь Бухар жырау
- В Павлодаре с 1992 года существует Музей литературы и искусства имени Бухар жырау, расположен он в старинном здании 1897 года постройки.
- В Павлодаре 12 декабря 2019, была переименована улица Короленко и ныне носит имя Бухар Жырау.